# Andrea Simontacchi
Andrea Simontacchi (Legnano, 20 febbraio 1901 – ...) è stato un calciatore italiano, di ruolo attaccante.

## Carriera
Nella stagione 1921-1922 ha giocato in massima serie con il Liberty Bari, totalizzando 2 presenze ed un gol (il 29 gennaio 1922 in Liberty Bari-Audace 2-0). La stagione seguente ha giocato con il Milan, disputando una partita in massima serie il 15 ottobre 1922, in Milan-Udinese (1-1).